# Língua siciliana
O siciliano (sicilianu) é uma língua românica falada na Sicília e na extremidade meridional da Itália (no Salento e na parte centro-meridional da Calábria). A língua siciliana é distinta o suficiente do italiano comum para ser considerada uma língua diferente;
 mas reflete culturalmente também a rica história da ilha com várias influências da língua grega, latina, e árabe (em particular através do sículo-árabe), a normanda, o provençal e o alemão, e a língua francesa, aragonesa, catalã e castelhana.
O siciliano é actualmente falado por cerca de 5 milhões de pessoas na Sicília, com sub-variantes dialetais locais. Outras variantes são faladas por 5 milhões na Apúlia (no Salento), na Calábria (onde é a língua-mãe de boa parte da população) e no resto da Itália e por um número impreciso, mas elevado, de emigrantes ou seus descendentes de áreas geográficas onde o siciliano é a língua-mãe. Encontram-se também pessoas que falam o siciliano nos países que receberam imigrantes sicilianos nos séculos XIX e XX, em particular, Estados Unidos, Canadá, Austrália e Argentina.

## O "Pai Nosso" em siciliano
Para comparação, o Pai Nosso é reproduzido aqui em siciliano, italiano, latim, português e espanhol.
| Siciliano | Italiano | Latim | Português | Espanhol |
| --- | --- | --- | --- | --- |
| Patri nostru, ca siti nnô celu, Fussi santificatu lu nomu vostru, Vinissi lu regnu vostru, Fussi faciuta la vostra vuluntati Comu nnô celu d'accussì nnâ terra. Ni dati sta jurnata lu panuzzu cutiddianu E ni pirdunati li nostri piccati D'accussì niàvutri li pirdunamu ê nostri dibbitura E mancu ni lassati a cascari nnâ tintazzioni, ma ni scanzati dû mali. Amèn. | Padre Nostro, che sei nel cielo, sia santificato il tuo nome. Venga il tuo regno, sia fatta la tua volontà, come in cielo, così in terra. Dacci oggi il nostro pane quotidiano, e rimetti a noi i nostri debiti, come noi li rimettiamo ai nostri debitori. E non ci indurre in tentazione, ma liberaci dal male. Amen. | Pater noster, qui es in caelis sanctificetur nomen tuum. Adveniat regnum tuum. Fiat voluntas tua sicut in caelo et in terra Panem nostrum quotidianum da nobis hodie. Et dimitte nobis debita nostra, sicut et nos dimittimus debitoribus nostris. Et ne nos inducas in temptationem; sed libera nos a malo. Amen. | Pai Nosso que estais no Céu, santificado seja o vosso Nome, venha a nós o vosso Reino, seja feita a vossa vontade assim na terra como no Céu. O pão nosso de cada dia nos dai hoje, perdoai as nossas ofensas assim como nós perdoamos a quem nos tem ofendido, e não nos deixeis cair em tentação, mas livrai-nos do Mal. Amém. | Padre Nuestro que estás en el Cielo, santificado sea tu Nombre, venga a nosotros tu Reino, hágase tu voluntad en la tierra como en el Cielo. Danos hoy nuestro pan de cada día, perdona nuestras ofensas, como también perdonamos a los que nos ofenden, no nos dejes caer en la tentación, y líbranos del mal. Amén. |